# Liste des édits de pacification
Les édits de pacification sont des édits royaux promulgués en France à l'époque des conflits politiques et militaires entre catholiques et protestants, du XVIe siècle au XVIIe siècle, principalement les huit guerres de Religion de 1562 à 1598 ; leur but est d'assurer la coexistence pacifique entre une majorité fidèle à la religion officielle du royaume, le catholicisme, et une minorité convertie à la religion protestante issue des doctrines de Luther et surtout, en France, de Calvin. 

## Vue d'ensemble

### Aperçu historique
Les protestants représentent environ 10 % des sujets du roi de France vers 1560, mais avec une fraction notable de la noblesse, y compris parmi les princes du sang (Bourbons et Bourbons-Condé) et la très haute noblesse (Châtillon-Coligny, Albret), qui leur donne une réelle capacité d'action politique et militaire.
Les conflits politico-militaires entre catholiques et protestants commencent avec la conjuration d'Amboise en 1560, c'est-à-dire au début du règne de François II, fils de Henri II, mort accidentellement en 1559. 
Ils se poursuivent avec la série des sept courtes guerres de religion de 1562 à 1580.
La huitième guerre de religion dure en revanche de 1585 à 1598 et est marquée par une situation nouvelle : l'apparition de la Ligue catholique des catholiques extrémistes ; le ralliement du roi Henri III d'abord à la Ligue, puis au parti protestant ; l'assassinat du roi en 1589 et l'avènement du chef des protestants, Henri de Navarre, comme roi de France (Henri IV) ; la guerre menée par Henri IV à la tête de l'armée royale contre la Ligue. La victoire d'Henri IV sur la Ligue catholique (février 1598) est suivie par la promulgation de l'édit de Nantes (avril), le plus connu des édits de pacification.
La période d'application de l'édit de Nantes est marquée sous le règne de Louis XIII par des guerres plus ponctuelles entre la royauté et certains protestants et par de nouveaux édits de pacification, plus restrictifs que l'édit de Nantes. 
Sous Louis XIV, très hostile au protestantisme, la politique de répression reprend et culmine en 1685 avec la révocation de l'édit de Nantes par l'édit de Fontainebleau. À la fin du XVIIIe siècle, Louis XVI prend des mesures favorables aux protestants, peu de temps avant que la Révolution établisse la liberté de religion et l'égalité entre tous les citoyens.

### Le contexte desguerres de religion
Jusqu'en 1560, les rois François Ier et Henri II ont promulgué des édits à propos du protestantisme : il s'agissait généralement d'édits organisant la répression judiciaire, parfois d'édits mettant fin à la répression. Cette politique de répression n'atteint pas son but (éliminer le protestantisme), mais le pouvoir royal n'est contesté par personne.
À partir de 1559, le pouvoir royal exercé successivement par les fils de Henri II (François II, Charles IX et Henri III) sous l'égide de leur mère Catherine de Médicis, est faible face aux factions catholique des Guise et protestante des Bourbons. La répression judiciaire n'est plus possible, mais le retrait du pouvoir royal aboutit à des affrontements directs entre factions. La situation de guerre civile qui s'ensuit amène les rois à essayer de ramener la paix en accordant des droits aux protestants, sans toutefois indigner les catholiques. 
Ces « pacifications » sont toujours éphémères. La réussite de l'édit de Nantes est due au fait qu'en 1598, Henri IV, ayant abjuré le protestantisme en 1593 et été sacré en 1594, a réussi à  rétablir, au bout de neuf ans de règne, un pouvoir royal fort, en éliminant militairement la faction catholique extrémiste, tandis que la faction protestante se trouve politiquement neutralisée depuis que son chef est devenu roi de France.

### Le contenu général des édits de pacification
Les édits de pacification sont des édits de tolérance envers la religion réformée, qui dès cette époque est officiellement désignée par la formule « religion prétendue réformée » (ou « RPR »), le catholicisme étant toujours considéré comme la vraie religion du royaume de France.
Sur le plan religieux, ils comportent des clauses assurant la liberté de conscience (aucune inquisition à propos d'une religion pratiquée en privé) et une certaine liberté de culte (public) : le culte protestant public est interdit dans certaines villes (notamment Paris, Bordeaux, Nantes, etc.), autorisé dans certaines autres, ainsi en général que dans les chapelles des grands seigneurs protestants. 
Sur le plan politique, certains édits concèdent aux protestants des citadelles ou villes fortifiées, dites « places de sûreté », leur garantissent un égal accès aux fonctions de l'État et une justice impartiale (système des « chambres mi-parties », incluant des magistrats protestants). 

## Chronologie des édits de pacification (1560-1598)
La liste inclut les édits de pacification proprement dits, ainsi qu'un certain nombre d'édits antiprotestants et d'édits postérieurs aux guerres de religion.

### Édits consécutifs à laconjuration d'Amboise(1560)
- 8 mars 1560 : Édit d'Amboise (1560) : un pardon général est accordé à toutes les personnes qui ont été impliquées par le passé dans des affaires d'hérésie. Tous les prisonniers protestants doivent être relâchés. Les affaires judiciaires en cours doivent être suspendues[3].

- mai 1560 : édit de Romorantin : l'édit de Romorantin[4] est un complément de l'édit d'Amboise. Il transfère la compétence juridictionnelle en matière d’hérésie des tribunaux civils (présidiaux) aux tribunaux ecclésiastiques. Cela provoque une accalmie de la répression et la fin de la peine de mort pour les crimes d’hérésie puisque seuls les tribunaux royaux peuvent la prononcer. Il entraîne également une décriminalisation de l'hérésie en la distinguant de la sédition. La liberté de conscience est donc accordée à tous ceux qui ne perturbent pas l'ordre public.

- 17 janvier 1562 : édit de janvier (Saint-Germain) : la liberté de culte est partiellement accordée. Le culte public devient légal, de jour, sans arme et en dehors de la ville. Les protestants doivent par ailleurs libérer les temples et les biens des catholiques dont ils se sont emparés. L'iconoclasme est condamné de peine de mort sans espérance de grâce ni de rémission. L'édit encourage à la tolérance des deux communautés puisque les injures et actes violents envers l'autre communauté seront fortement réprimés. Les ministres de la nouvelle religion doivent jurer de respecter l'édit devant les officiers royaux et de ne pas faire de prosélytisme. Cet édit entend ainsi mettre fin aux troubles qui désorganisent alors le royaume.

### Période des sept premières guerres de religion (1562-1580)
- 19 mars 1563 : édit d'Amboise (paix d'Amboise) : restriction des libertés de culte. Uniquement dans les faubourgs d'une seule ville par bailliage ou sénéchaussée. Les seigneurs n'ayant pas de pouvoir de haute justice ne peuvent célébrer leur culte que dans le cadre familial. Les prisonniers de guerre ou pour faits de religion sont libérés. L'édit met fin à la première guerre de religion et marque une volonté d'union et de réconciliation du royaume. Il est signé par Louis de Condé, chef des protestants, et Anne de Montmorency, chef de l’armée catholique.

- 23 mars 1568 : édit de paix de Longjumeau : le conflit entre les protestants et les catholiques avait repris en septembre 1567, les deux partis doivent se résoudre une nouvelle fois à entamer des négociations. Le traité de Longjumeau confirme les droits accordés aux protestants par l'édit d'Amboise, signée le 19 mars 1563.

- 23 septembre 1568 : édit de Saint-Maur : le roi Charles IX à la tête des factions catholiques extrémistes, voulut faire arrêter Condé et Coligny. Ces derniers trouvèrent refuge à La Rochelle. Le roi ordonna alors par l'édit de Saint-Maur, l'interdiction du culte protestant et la suppression de toute liberté de culte. Les réformés sont privés de leurs charges et de leurs biens.

- 8 août 1570 : édit de Saint-Germain : édit particulièrement favorable aux Protestants. Les principales dispositions de l'Édit de Saint Maur sont annulées. les réformés obtiennent quatre places de sûreté : La Rochelle, Cognac, Montauban, et La Charité. Les protestants recouvrent la liberté de culte dans les faubourgs de deux villes par gouvernement (bailliage et sénéchaussée). Les réformés retrouvent leurs charges et leurs biens.

- 11 juillet 1573 : édit de Boulogne : au lendemain du siège de La Rochelle, protestants et catholiques concluent la paix avec l’édit de Boulogne. Celui-ci met fin à la quatrième guerre de Religion et permet aux protestants d’obtenir la liberté de conscience. L’édit étend au royaume les clauses de l’accord conclu à la Rochelle. Il octroie la liberté de conscience, mais il restreint considérablement la liberté de culte : celui-ci n’est autorisé que pour les habitants des villes de La Rochelle, Nîmes et Montauban (privilège étendu ensuite à Sancerre). Les seigneurs haut-justiciers peuvent faire célébrer des baptêmes et des mariages chez eux, mais avec une assistance limitée à dix personnes en dehors de leur famille[5].

- 6 mai 1576 : édit de Paris dit édit de Beaulieu (paix de Monsieur) : le culte protestant est autorisé partout dans le royaume. Chambres mi-parties dans chaque parlement. Réhabilitation des victimes du massacre de la Saint-Barthélemy.

- 17 septembre 1577 : paix de Bergerac confirmée par l'édit de Poitiers : le culte réformé est accordé dans les faubourgs d'une ville par bailliage ou sénéchaussée.

- 28 février 1579 : édit de Nérac : confirmation de l'édit de Poitiers. 14 places de sûreté supplémentaires pour les protestants.

- 26 novembre 1580 : paix du Fleix qui met fin à la fin à la septième guerre de religion.

### Période de la huitième guerre de religion (1585-1598)
- 7 juillet 1585 : traité de Nemours : interdiction de la religion réformée. Henri III donne satisfaction à Henri de Guise et à la Ligue. Henri de Navarre est déchu de ses droits à la succession en tant que premier prince du sang. Les places de sûreté des protestants doivent être rendues.

- 15 juillet 1588 : édit d'Union : confirmation de la lutte contre l'hérésie, le roi contraint, proclame son union avec la Ligue. Les ligueurs sont amnistiés pour leurs méfaits.

- 4 juillet 1591 : édit de Mantes : reprise des dispositions de l'édit de Poitiers, mais le parlement refuse d'en prendre acte.

- 30 avril 1598 : édit de Nantes : le catholicisme demeure la religion officielle du royaume, mais les protestants acquièrent la liberté de conscience et de culte. Les parlements régionaux retrouvent les chambres mi-parties. 144 places fortes de sûreté pour les protestants. Ces derniers obtiennent des droits religieux ainsi que certain pouvoir politique et militaire.

## Législation postérieure à l'édit de Nantes (1598-1789)

### Le règne de Louis XIII
- 19 octobre 1622 : édit de Montpellier confirmant l'édit de Nantes ; extension de la liberté d'exercice de culte protestant ; mais réduction du nombre de places de sûreté à deux (La Rochelle et Montauban).

Louis XIII qui a rattaché, en 1620, le Béarn et la Navarre au royaume, impose le libre exercice du culte catholique, notamment dans le Béarn passé à la Réforme sous Jeanne d'Albret. Les réformés n'acceptent pas cette décision royale. Louis XIII doit lutter contre cette résistance. Le duc de Luynes, favori de Louis XIII, combat les protestants du Midi. Il occupe Saumur et prend Saint-Jean-d'Angély. Le duc de Rohan défend Montauban puis Montpellier contre les troupes de Louis XIII. Finalement un accord est conclu entre les deux parties. C'est le traité de Montpellier avec les protestants. 

### La révocation de l'édit de Nantes et ses suites
- 18 octobre 1685 : édit de Fontainebleau révoquant l'édit de Nantes.

L'édit s'applique à l'ensemble du royaume, sauf à l'Alsace récemment annexée qui conserve sur ce point la législation d'Empire (paix d'Augsbourg, 1555). Bossuet, évêque de Meaux, célèbre Louis XIV comme « le restaurateur de l'unité religieuse du royaume ».
- 7 novembre 1787 : édit de tolérance de Versailles.

L'existence civile (enregistrement officiel des naissances, mariages et décès) des non catholiques est reconnue sans qu'ils aient à se convertir. 
À cette occasion est instauré une sorte de mariage civil : les protestants voulant se marier comparaissent devant un prêtre catholique, mais ce dernier officie en tant qu'officier royal (chargé de la tenue des registres d'état civil), il n'effectue pas d'acte sacramentel.
- 26 août 1789 : la Déclaration des droits de l'homme et du citoyen consacre la liberté religieuse ; un peu plus tard, toute la législation antiprotestante encore en vigueur est abolie.